# Canicattini Bagni
Canicattini Bagni (Janiattini, in siciliano) è un comune italiano di 6 463 abitanti del libero consorzio comunale di Siracusa in Sicilia.

## Geografia fisica

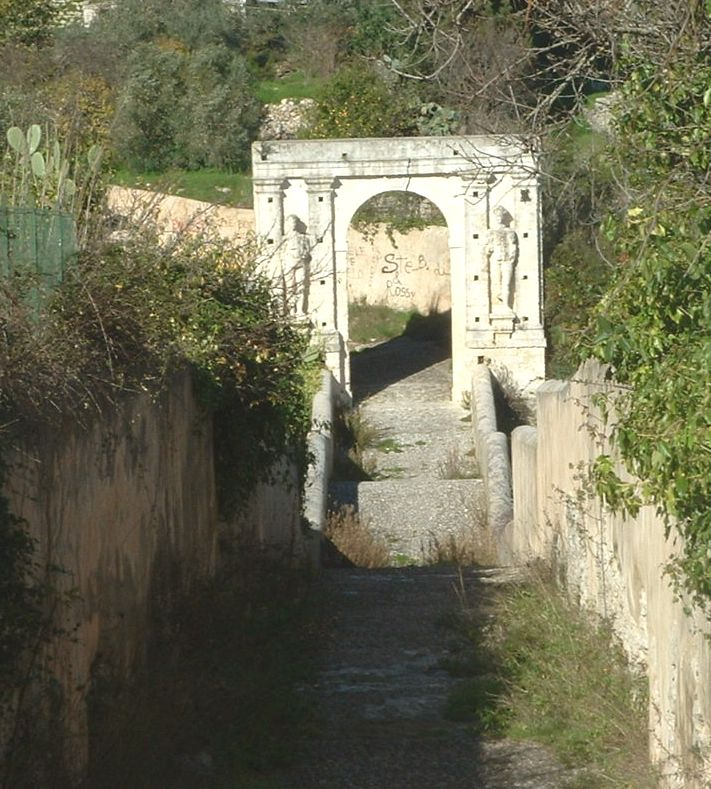
Ponte di Sant'Alfano.

Canicattini Bagni sorge in una zona collinare, dove il punto più basso si trova a 230 metri s.l.m, e il punto più alto a 476 metri. I comuni più vicini risultano essere Floridia e Palazzolo Acreide. La città presenta una pianta a forma di "Griglia" che si estende più in lungo che in largo, dove tutte le vie sono parallele tra loro, fatta eccezione per il quartiere "Pizzumuru" il quale, essendo stata la prima zona costruita del paese, presenta delle vie irregolari. Negli ultimi anni molte strutture di Canicattini hanno subito modifiche e ristrutturazioni dando al paese un aspetto molto più moderno rispetto al passato.

## Origini del nome
L'appositivo "Bagni" non indica la presenza di terme, ma l'appartenenza del territorio ai marchesi Daniele, signori del feudo di Bagni ("i Vagni" in dialetto locale). La contrada Bagni, prossima al percorso dell'antica via Acrense, è comunque caratterizzata dalla presenza di necropoli ellenistiche, antiche cisterne e vasche. L'archeologo Santino Alessandro Cugno, autore di uno studio sui siti archeologici delle campagne acrensi e netine, ha recentemente ipotizzato che la denominazione dell'ex feudo Bagni potrebbe evocare l'esistenza di antiche strutture termali collegate ad una stazione di sosta, ubicata esattamente a metà del cammino per Akrai (39 km circa in totale), in una posizione strategica lungo l’antica via Selinuntina dove si può ragionevolmente supporre l’esistenza di una fermata intermedia.

## Storia

### Simboli
Lo stemma e il gonfalone sono stati concessi con decreto del presidente della Repubblica del 20 gennaio 1998.
Lo stemma si presenta come uno scudo medioevale con sfondo azzurro, alla trangla abbassata di rosso, sostenente un agnello pasquale di argento, passante, con la testa rivolta e reggente con la zampa anteriore destra l'estremità inferiore di uno stendardo bifido e svolazzante, di rosso, alla croce piana di argento, con l'asta in sbarra, d'oro, attraversante sull'agnello. Il gonfalone è un drappo di rosso.

## Monumenti e luoghi d'interesse
Secondo gli esperti di beni culturali Ray Bondin e Santino Alessandro Cugno, il territorio di Canicattini è «uno dei tanti esempi di "paesaggio culturale" secondo la definizione elaborata dal Comitato per il Patrimonio dell'umanità dell'UNESCO, cioè un'area geografica che in modo peculiare "rappresenta l'opera combinata della natura e dell'uomo", nella quale il patrimonio culturale non è confinato solo nel ristretto ambito urbano ma anche nei suoi spazi rurali e in essa natura e cultura si incontrano e si intrecciano per formare un complesso storico, artistico e paesaggistico molto particolare e variegato».

### Architetture religiose
- Chiesa Madre "Santa Maria degli Angeli
- Chiesa delle Anime Sante del Purgatorio
- Chiesa di Maria Santissima Ausiliatrice

### Architetture civili
- Ponte di Sant'Alfano: costruito nel 1796
- Monumento dei caduti in guerra (Villa Comunale)
- Museo TEMPO (museo civico) - Museo del Tessuto - Casa dell'Emigrante e Museo delle Devozioni Popolari
- Casa stile liberty via Vittorio Emanuele III n. 251

### Siti archeologici

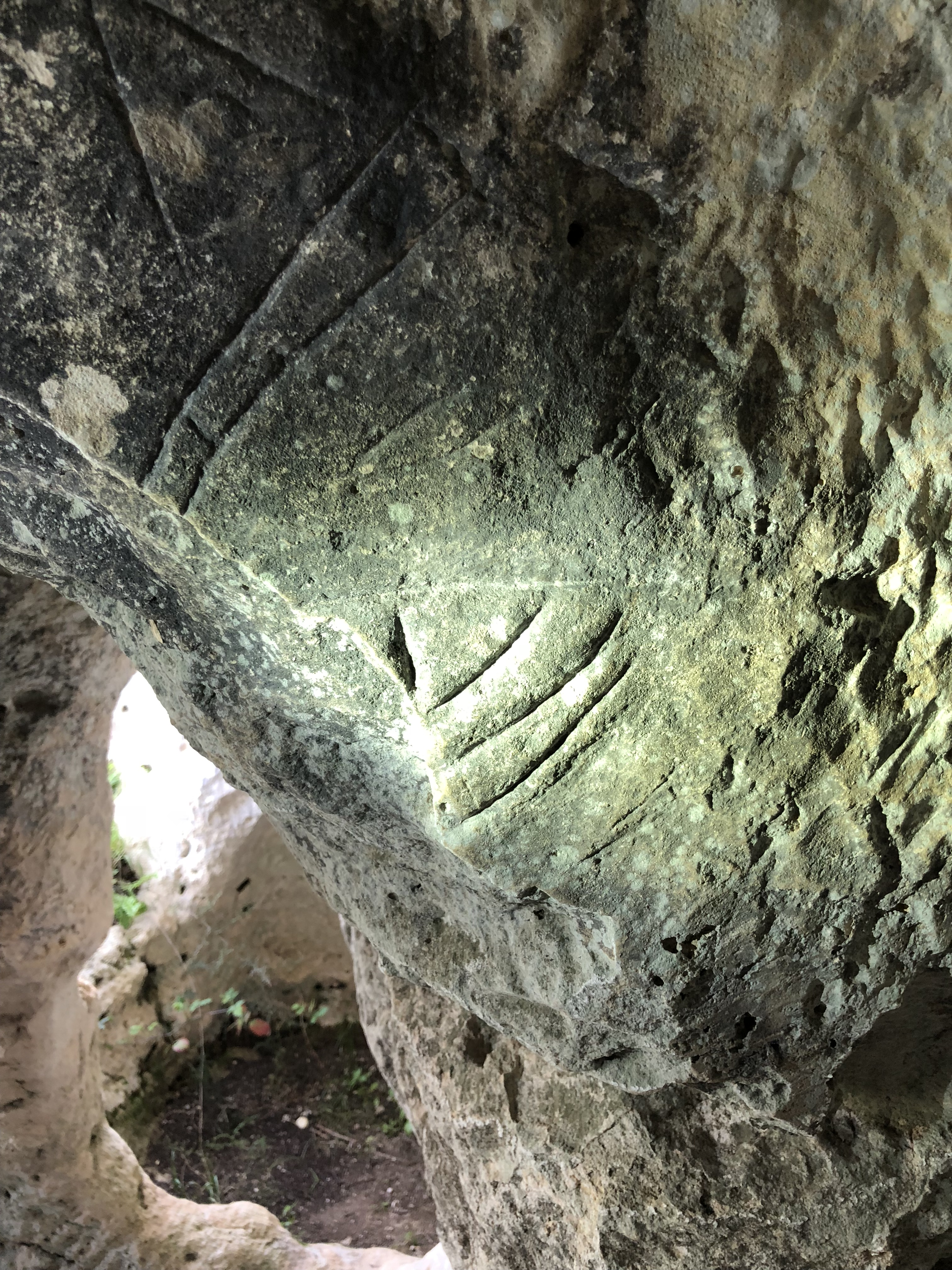
L'ipogeo ebraico di Cugno Case Vecchie

Cozzo Guardiole, Cugno Case Vecchie, Petracca, contrada Bagni, cava Cardinale, Stallaini. Le numerose necropoli paleocristiane canicattinesi vennero individuate per la prima volta da Paolo Orsi e studiate in maniera sistematica da Joseph Fuhrer e Salvatore Carpinteri. A Giuseppe Agnello si deve lo studio analitico delle chiese rupestri (San Marco, Grotta dei Santi di Petracca, Santa Maria ad Alfano) e la pubblicazione della scoperta di un tesoro di argenterie paleocristiane.
Importanti per lo studio della Preistoria siciliana furono gli scavi condotti da Santo Tiné nella Grotta del Conzo e nella Grotta Chiusazza. Area archeologica di notevole interesse per le tombe castellucciane e le abitazioni trogloditiche si trova in contrada Cugno Case Vecchie, a 3 km a nord-ovest di Canicattini in territorio comunale di Noto. L'area archeologica di contrada Case Vecchie e gli insediamenti limitrofi sono stati oggetto di una serie di indagini sistematiche nel 2008-2009 effettuate dall'archeologo canicattinese Santino Alessandro Cugno, una seconda necropoli dell'età del Bronzo Antico con tombe monumentali è stata documentata nel 2015 all'interno dell'ex feudo Cardinale. Recentemente, il sito di Cugno Case Vecchie è stato sottoposto ad una campagna di accurate indagini scientifiche e analisi del territorio, coordinata dall'archeologo Antonino Cannata, articolate in attività di acquisizione, registrazione, analisi e restituzione delle informazioni. I dati sono confluiti in una piattaforma GIS, strumento indispensabile sia nell’ambito della ricerca scientifica che della programmazione dello sviluppo territoriale.
Uno studio pubblicato nel 2017, infine, si pone l'obiettivo di presentare alcuni siti rupestri dalle caratteristiche peculiari (un piccolo ambiente scavato nella roccia con le pareti intonacate, tre pilastri monolitici al centro e varie incisioni simboliche situato all'interno della Cava Sture - Canseria, una grande edicola sub divo in località Cava Paolazzo, ecc), ubicati negli ex feudi Alfano, Canseria e Olivella, a poca distanza dal centro urbano di Canicattini Bagni. Nell'ambito dello stesso studio sono state analizzate anche le differenti tipologie architettoniche sepolcrali presenti all'interno della "necropoli dell'età del Ferro" e della "necropoli a fossa sub divo occidentale" di contrada Cugno Case Vecchie nell'ex feudo Alfano: i nuovi dati hanno permesso di precisare e meglio definire la cronologia insediativa di questo sito tra il Bronzo Finale e l'età repubblicana.

## Società

### Evoluzione demografica
Abitanti censiti

## Cultura

### Eventi
- 29 settembre: festa del patrono San Michele Arcangelo, con relativo palio e tradizionale cursa chî scecchi 'corsa con gli asini'
- 24 maggio: festa di Maria Santissima Ausiliatrice
- Ultima domenica d'aprile: festa di San Sebastiano
- Raduno bandistico
- Settimana Santa

## Economia
Le attività economiche principali sono l'agricoltura, l'allevamento e l'artigianato. I prodotti prevalentemente coltivati sono: i cereali, gli ortaggi, le carrube, le olive, le mandorle e i foraggi. Particolarmente caratteristici sono i manufatti in marmo. Gli allevamenti presenti sono quelli di bovini, ovini e suini.

## Amministrazione
Di seguito è presentata una tabella relativa alle amministrazioni che si sono succedute nel comune.
| Periodo           | Periodo          | Primo cittadino       | Partito                     | Carica                  | Note   |
| ----------------- | ---------------- | --------------------- | --------------------------- | ----------------------- | ------ |
| 20 febbraio 1988  | 9 luglio 1990    | Francesco Cultrera    | Democrazia Cristiana        | Sindaco                 | [ 14 ] |
| 9 luglio 1990     | 23 ottobre 1991  | Francesco Cultrera    | Democrazia Cristiana        | Sindaco                 | [ 14 ] |
| 26 novembre 1991  | 3 ottobre 1992   | Antonino Sipala       | Democrazia Cristiana        | Sindaco                 | [ 14 ] |
| 1º dicembre 1992  | 23 giugno 1994   | Vincenzo Bondì        | Partito Socialista Italiano | Sindaco                 | [ 14 ] |
| 29 giugno 1994    | 25 maggio 1998   | Giovanni Incatasciato | lista civica                | Sindaco                 | [ 14 ] |
| 25 maggio 1998    | 13 giugno 2001   | Francesco Cultrera    | L'Ulivo                     | Sindaco                 | [ 14 ] |
| 14 settembre 2001 | 26 novembre 2001 | Antonio Piccione      | —                           | Commissario prefettizio | [ 14 ] |
| 26 novembre 2001  | 15 maggio 2007   | Santo Cavaliere       | lista civica                | Sindaco                 | [ 14 ] |
| 15 maggio 2007    | 9 maggio 2012    | Paolo Amenta          | lista civica                | Sindaco                 | [ 14 ] |
| 9 maggio 2012     | 14 giugno 2017   | Paolo Amenta          | lista civica                | Sindaco                 | [ 14 ] |
| 14 giugno 2017    | 12 giugno 2022   | Marilena Miceli       | lista civica                | Sindaco                 | [ 14 ] |
| 12 giugno 2022    | in carica        | Paolo Amenta          | lista civica                | Sindaco                 | [ 14 ] |

## Sport

### Calcio
La principale squadra di calcio della città è l'ASD Città di Canicattini che milita nel campionato di Promozione: la sua fondazione risale al 1922. L'ASD Canicattinese, invece, milita in Seconda Categoria.

### Impianti sportivi
Lo stadio comunale è situato nella parte alta della città. Nel 2020 sono stati ultimati i lavori per il rifacimento del manto e delle strutture limitrofe del complesso sportivo, reso idoneo per campionati di categorie interregionali.